# Твистринген
Твистринген (нем. Twistringen) — город в Германии, в земле Нижняя Саксония.
Входит в состав района Дипхольц. Население составляет 12 414 человек (на 31 декабря 2010 года). Занимает площадь 114,22 км². Официальный код — 03 2 51 042.
Город подразделяется на 9 городских районов.
| Год  | Население |
| ---- | --------- |
| 1990 | 11 256    |
| 1995 | 11 875    |
| 2000 | 12 271    |
| 2005 | 12 544    |
| 2010 | 12 430    |